# Gonzalo Serrano
Gonzalo Serrano Rodríguez (* 17. August 1994 in Madrid) ist ein spanischer Radrennfahrer.

## Sportlicher Werdegang
Als U23-Fahrer wurde Serrano im Jahr 2016 spanischer Vizemeister im Einzelzeitfahren. Im Anschluss ging er für die spanische Nationalmannschaft bei der Tour de l’Avenir, sowie den Straßenradsport-Europameisterschaften und Weltmeisterschaften an den Start. 2017 fur er für das Amateurteam von Caja Rural-Seguros RGA und gewann mit der Copa de España amateur de ciclismo die höchste nationale Rennserie für Amateure sowie die nationalen Meisterschaften im Einzelzeitfahren für Amateure. Ab August bestritt er als Stagiaire bei der Tour of Utah und Colorado Classic seine ersten Rennen für das UCI Professional Continental Team von Caja Rural-Seguros.
Zur Saison 2018 wurde Serrano Mitglied im UCI Professional Continental Team von Caja Rural-Seguros und gab sein Grand-Tour-Debüt bei der Vuelta a España 2019. Im Jahr 2020 entschied er zunächst die Bergwertung der Valencia-Rundfahrt für sich, ehe er seinen ersten Sieg als Profi er bei der Andalusien-Rundfahrt 2020 feierte, bei der er die zweite Etappe gewann. Die nachfolgende Vuelta a España beendete er auf dem 57. Gesamtrang.
Nach drei Jahren für das Team Caja Rural-Seguros wechselte Serrano zur Saison 2021 zum UCI WorldTeam Movistar. Nachdem er mehrere Frühjahresklassiker bestritten hatte, konnte er bei der Andalusien-Rundfahrt erneut eine Etappe für sich entscheiden. Seinen bisher größten sportlichen Erfolg erzielte er mit dem Gewinn der Gesamtwertung der – aufgrund des Todes von Elisabeth II. abgebrochenen – Tour of Britain 2022, wofür er mit dem Etappensieg am vierten Tag den Grundstein legte. Im Jahr 2023 gewann er im Sprint bei der Zitadelle von Namur mit dem Grand Prix de Wallonie erneut ein Rennen der UCI ProSeries, nachdem er sich im Vorjahr nur Mathieu van der Poel und Biniam Girmay geschlagen geben hatte müssen.

## Erfolge
2017
- Spanischer Meister – Einzelzeitfahren (Amateure)

2020
- Bergwertung Valencia-Rundfahrt
- eine Etappe Andalusien-Rundfahrt

2021
- eine Etappe Andalusien-Rundfahrt

2022
- Gesamtwertung und eine Etappe Tour of Britain

2023
- Grand Prix de Wallonie

## Grand-Tour-Platzierungen
| Grand Tour            | 2019 | 2020 | 2021 | 2022 | 2023 | 2024 |
| --------------------- | ---- | ---- | ---- | ---- | ---- | ---- |
| Giro d’ItaliaGiro     | –    | –    | –    | –    | –    | –    |
| Tour de FranceTour    | –    | –    | –    | –    | –    | –    |
| Vuelta a EspañaVuelta | 135  | 57   | –    | –    | –    | –    |